# Wapen van Anhée

Het wapen van Anhée sinds 1847.

Het wapen van Anhée is het heraldisch wapen van de Naamse gemeente Anhée. Het werd op 16 mei 1980 aan de gemeente toegekend.

## Geschiedenis
Het gemeentewapen van de fusiegemeente Anhée werd samengesteld uit de wapens van de verschillende families die over een van de deelgemeentes hadden geheerst: zo toont het eerste kwartier het wapen van de familie de Montpellier die heren van Annevoie-Rouillon waren (waar ze ook in Annevoie hun kasteel hadden), het tweede kwartier toont het wapen van de familie de Propper die zowel in Warnant (sinds 1753), Annevoie-Rouillon (door een huwelijk met iemand van de familie de Montpellier) als Haut-le-Wastia (sinds 1777) heersers waren, het derde kwartier toont het wapen van de familie d'Aix die sinds 1556 in Denée heersten en het vierde kwartier is het wapen van de familie de Moreau die sinds 1708 heren van Bioul waren (met het kasteel van Bioul als hun slot).

## Blazoen
De huidige blazoenering luidt:
Ecartelé, au 1 d'or à la fasce de gueules accompagnée de trois têtes de mores de sable tortillées d'argent (de Montpellier), au 2 d'azur à une grue au naturel tenant de la patte dextre sa vigilance d'or posée sur une terrasse de sinople (de Propper), au 3 d'argent à trois peignes de cheval de gueules percés de trois trous mal ordonnés du champ (d'Aix), au 4 d'or à un soc de charrue posé de face la pointe en haut (de Moreau). L'écu posé sur deux crosses d'or passées en sautoir, le crosseron à l'extérieur.— Ministerieel Besluit van 16 mei 1980

## Verwante wapens

Wapen van de familie de Montpellier.
Wapen van de familie de Propper.
Wapen van de familie d'Aix, tevens het oud gemeentewapen van Denée.
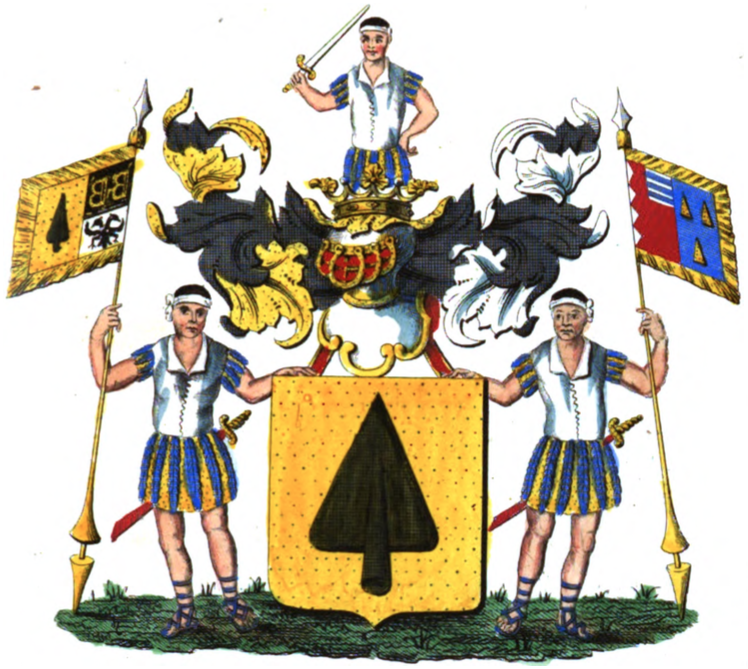
Wapen van de familie de Moreau.